# LaVern Baker
LaVern Baker, geboren als Delores Baker (Chicago, 11 november 1929 - New York, 10 maart 1997), was een Amerikaanse r&b-zangeres.

## Carrière
Ze begon haar carrière in een gospel-kerkkoor, van waaruit ze op 17-jarige leeftijd vertrok naar de nachtclub DeLisa in Chicago, waar ze kon worden geboekt onder de naam Little Miss Sharecropper en daarna wisselde ze naar een nachtclub in Detroit. De artiestennaam verwees naar de sinds aanvang jaren 1940 optredende Little Miss Cornshuck, wier herkenningsmelodie So Long ook werd gezongen door Baker. In Detroit werd ze ontdekt door de ervaren jazz-orkestleider Fletcher Henderson, die haar een platencontract bezorgde bij Okeh Records en voor haar, samen met Willmette Ward, de song I'm in a Crying Mood schreef. Samen met het orkest van Todd Rhodes nam ze haar eerste singles op voor King Records in Cincinnati, waaraan echter totaal geen aandacht werd geschonken. Vanaf die tijd noemde ze zich LaVern Baker.
In 1954 kreeg ze een contract bij Atlantic Records. Haar manager werd Al Green, de vroegere uitbater van The Flame Bar en manager van Jackie Wilson, die haar belangen behartigde tijdens haar verdere r&b-opnamen tot aan zijn overlijden in 1957. Een van deze opnamen was de klassieker Tweedlee Dee, die later een grote hit werd voor Georgia Gibbs. Baker diende daarop een aanklacht in tegen Gibbs platenlabel wegens schending van auteursrechten. Het proces werd ten gunste van Baker en Atlantic Records afgesloten. Baker bereikte met Tweedlee Dee een 14e plaats in de pophitlijst en een 4e plaats in de r&b-hitlijst.
Vanaf 1956 kwamen haar singles regelmatig in de pophitlijst. Haar albums verkochten echter niet al te best, maar vermeldenswaardig is slechts LaVern Baker Sings Bessie Smith (1958), waarop ze verschillende blues-klassiekers van Smith ten gehore brengt en daarbij wordt begeleid door jazzmuzikanten. Tot 1960 hield de hitgolf stand, waaronder haar bekendste song I Cried a Tear, doch daarna verdrong Motown Baker steeds meer naar de achtergrond. Door haar samenwerking met het componisten- en producentenduo Leiber/Stoller had ze in 1962 met See See Rider haar laatste grote single succes.
Nadat ook enkele duetten met Jackie Wilson haar geen comeback konden verschaffen, emigreerde ze naar Japan, waar ze werkzaam was als entertainer. In 1969 verijdelde een longontsteking een verdere carrière in de showbusiness en verhuisde ze naar de Filipijnen. Daar woonde ze samen met haar echtgenoot en leidde een nachtclub.
Pas in 1988 keerde ze terug naar New York voor het 40-jarige jubileum van Atlantic Records en werd ze de opvolger van Ruth Brown in de Broadway-musical Black and Blue. In 1991 begon ze aan een comeback. Ofschoon als gevolg van diabetes in 1994 beide benen onder de knie moesten worden geamputeerd, trad ze verder op, zittend in haar rolstoel.

## Onderscheidingen
In 1991 werd LaVerne Baker opgenomen in de Rock and Roll Hall of Fame.

## Overlijden
LaVerne Baker overleed in 1997 op 67-jarige leeftijd in een ziekenhuis in New York aan een hartstilstand.

## Discografie

### Singles
Met The Gliders
- 1955: Tweedlee Dee
- 1955: That's All I Need (B-kant van Bop-Ting-a-Ling)
- 1955: Bop-Ting-a-Ling
- 1955: Play It Fair
- 1956: My Happiness Forever (B-kant van Get Up Get Up (You Sleepy Head))
- 1956: Get Up Get Up (You Sleepy Head)
- 1956: Jim Dandy
- 1956: Tra La La (B-kant van Jim Dandy, uit de film Rock, Rock, Rock)
- 1956: Fee Fee Fi Fo Fum

Solo
- 1953: Soul on Fire
- 1954: I Can't Hold Out Any Longer
- 1956: I Can't Love You Enough
- 1956: Still (B-kant van I Can't Love You Enough)
- 1957: Jim Dandy Got Married
- 1957: Humpty Dumpty Heart
- 1957: St. Louis Blues
- 1958: Substitute
- 1958: Harbor Lights
- 1958: It's So Fine
- 1958: I Cried a Tear
- 1959: I Waited Too Long
- 1959: So High So Low (gebaseerd op het volkslied The Bosom of Abraham (Oh, Rock My Soul))
- 1959: If You Love Me (B-kant van So High So Low, origineel van Edith Piaf: Hymne à l'amour)
- 1959: Tiny Tim
- 1960: Shake a Hand (origineel van Faye Adams, 1953)
- 1960: Wheel of Fortune (origineel van Johnny Hartman, 1951)
- 1960: Shadows of Love (B-kant van Wheel of Fortune)
- 1960: Bumble Bee
- 1960: A Help-Each-Other Romance (met Ben E. King)
- 1961: I Didn't Know I Was Crying
- 1961: Hey, Memphis
- 1961: You're the Boss (met Jimmy Ricks)
- 1961: Saved
- 1962: See See Rider (origineel van Ma Rainey, 1924; gebaseerd op een volkslied)
- 1962: No Love So True
- 1962: See See Rider
- 1963: Trouble in Mind
- 1963: Itty Bitty Girl
- 1964: You'd Better Find Yourself Another Fool
- 1965: Fly Me to the Moon (origineel van Felicia Sanders, 1954)
- 1965: Let Me Belong to You
- 1966: Think Twice (met Jackie Wilson)
- 1966: One Monkey (Don't Stop the Show)
- 1966: Batman to the Rescue
- 1967: Wrapped, Tied and Tangled
- 1967: Born to Lose
- 1969: I'm the One to Do It

### Albums
- 1956: La Vern
- 1957: LaVern Baker
- 1958: Sings Bessie Smith
- 1959: Blues Ballads
- 1961: Saved
- 1962: See See Rider
- 1962: Richard Rodgers' No Strings. An After-Theatre Version (met Chris Connor, Herbie Mann, Bobby Short)
- 1970: Let Me Belong to You
- 1991: Live in Hollywood '91
- 1992: Woke Up This Mornin'
- 2006: Jim Dandy

### Compilaties
- 1963: The Best of LaVern Baker
- 1971: Her Greatest Recordings
- 1984: Real Gone Gal
- 1987: I'm Gonna Get You (met Jackie Wilson)
- 1989: Hits and Rarities
- 1991: Soul on Fire
- 1993: Blues Side of Rock'n'Roll
- 1993: LaVern Baker
- 2006: Wild Wild Women (splitalbum, met Ruth Brown)
- 2007: The Platinum Collection
- 2008: Rock'n'Roll Legend
- 2009: Bop Ting a Ling
- 2010: Her Greatest Hits

- Bibliothèque nationale de France: cb13891075z (data)
- CiNii: DA16742271
- Gemeinsame Normdatei: 134631684
- International Standard Name Identifier: 0000 0000 8084 7009
- Library of Congress Control Number: n94005537
- MusicBrainz: affa0adf-7be7-4944-b30d-a09baeb7dd28
- Nationale Bibliotheek van Tsjechië: ola2002159350
- Nationale Bibliotheek van Israël: 987007322283705171
- Nederlandse Thesaurus van Auteursnamen: 072041226
- Istituto Centrale per il Catalogo Unico: DDSV062588
- SNAC: w6fk022f
- Système universitaire de documentation: 087888114
- Virtual International Authority File: 5116864
- WorldCat: E39PBJyt3KF4tYKYf3kfxbqfbd